# دينوبيثكس
دينوبيثكس  (Dinopithecus) هو جنس منقرض من سعدان العالم القديم يمكن اعتباره جد البابون الحالي طبعا مع فرق الحجم عاش خلال العصر البليوسيني إلى وسط العصر الرباعي تحديدا الى الحديث الأقرب في جنوب القارة الإفريقية و كان حجم دينوبيثكس ضعف حجم قردة البابون الحالية حيث كاد يصل الى حجم الانسان وهذا كبير جدا مقارنة بالبابون.
- جيغانتوبيثيكوس

1. ↑  R. Broom (1937). "On some new Pleistocene mammals from limestone caves of the Transvaal". South African Journal of Science (بالإنجليزية). 33 (3): 753. hdl:10520/AJA00382353_8174. ISSN:0038-2353. QID:Q126098917.